# Jonathan Brandis
Jonathan Gregory Brandis, född 13 april 1976 i Danbury, Connecticut, USA, död 12 november 2003 i Los Angeles, var en amerikansk skådespelare, mest känd för sin roll som Lucas Wolenczak i TV-serien seaQuest DSV.

## Liv och karriär
Jonathan Gregory Brandis föddes den 13 april 1976 i Danbury i delstaten Connecticut i USA som enda barn till Greg (brandman) och Mary Brandis (lärare).
Brandis upptäcktes tidigt och fick redan som fyraåring jobba som fotomodell för olika reklamkampanjer. Som sexåring fick han en liten roll i såpoperan One Life to Live samtidigt som han spelade in flera reklamfilmer.
Han fortsatte med gästskådespel i olika serier och fick 1990 sin första huvudroll i Den oändliga historien 2 - Nästa kapitel. Efter ytterligare några filmer blev det mest roller för TV, bland annat i miniserien av Stephen Kings It. 1993 fick han rollen som Lucas Wolenczak i Steven Spielberg's futuristiska science fiction-serie seaQuest DSV. Serien tog upp en hel del av hans tid, och för att kunna arbeta till fullo med den läste Brandis upp sig och kunde avlägga examen från high school tidigare.
Redan innan seaQuest var Jonathan Brandis en populär tonårsidol, främst bland amerikanska flickor. Efter seaQuest ökade hans popularitet betydligt och han förekom på framsidan på en rad ungdomstidningar. Fullt så populär var han inte i Sverige även om TV4 visade både It och seaQuest. Under den tid han var som populärast ställde Jonathan gärna upp för olika välgörenhetsprojekt, både ensam och tillsammans med sina föräldrar. Han såg allvarligt på sin roll som idol och förebild.
Efter att seaQuest lades ner fick Brandis färre roller. Han försvann mer eller mindre helt från offentlighetens öga. Han gjorde mindre roller och skrev och regisserade egna filmer. Han hade tidigt uttryckt ett intresse för att just skriva och regissera. Han skrev bland annat manus till ett par avsnitt av seaQuest. Jonathan var också en av dem som provspelade för rollen som Anakin Skywalker i George Lucas' Star Wars Episode II: Attack of the Clones.

## Död
Jonathan Brandis begick självmord kvällen den 11 november, vid 27 års ålder. Han hängde sig i trapphuset där han bodde och dog på sjukhuset (Cedars-Sinai Medical Center) dagen därpå, den 12 november 2003.
Brandis hade varit ute med vänner och ätit på kvällen den 11 november. Hans vänner rapporterade att han efter hemkomsten hade varit irriterad och upphetsad och vankat av och an i rummet. Efter ett tag hade han lämnat sällskapet och gått ut. Efter ungefär en kvart hade en av vännerna gått efter honom och då hittat honom hängande i trapphuset. Trots att sjukvårdspersonal snabbt hade tillkallats gick hans liv inte att rädda.
Bland annat med hänsyn till Brandis föräldrar rapporterades det inte så mycket om hans död i media. Det är heller inte offentliggjort var han ligger begravd. Efter hans död uppkom dock ett stort antal minneshemsidor på internet.
Det finns många teorier om varför Jonathan Brandis tog sitt eget liv. Han var drogfri, drack måttligt och hade inga uppenbara personliga problem. En del säger att han var nedslagen över att hans karriär gick dåligt, och att han blev mycket besviken när hans roll, en roll han trodde skulle bli hans comeback, i filmen Hart's War klipptes ned. Det verkar också som om Brandis hade mindervärdeskomplex för att han inte längre kunde göra samma samhälleliga nytta som förebild och för välgörenhet, som han gjort tidigare. Brandis kunde vara mycket hård mot sig själv och var djupt deprimerad. Han lämnade inget avskedsbrev.

## Filmografi

### Filmer
- 1987 – Dödlig förbindelse - Gäst
- 1988 – The Wrong Guys - Tim
- 1988 – Oliver & Gänget (röst)
- 1989 – Stepfather II - Todd Grayland
- 1989 – Den oändliga historien 2 - Nästa kapitel - Bastian Bux
- 1990 – Ghost Dad (röst)
- 1990 – It - William 'Stuttering Bill' Denbrough - som tolvåring
- 1992 – Ladybugs - Matthew/Martha
- 1992 – Sidekicks - Barry Gabrewski
- 1998 – Between the Sheets - Robert Avacado
- 1999 – Outside Providence - Mousy
- 1999 – Ride with the Devil - Cave Wyatt
- 2000 – A Fate Totally Worse Than Death - Drew
- 2002 – Hart's War - Lewis P. Wakely
- 2002 – The Year That Trembled - Casey Pedersen
- 2003 – Puerto Vallarta Squeeze - Agent Neil Weatherford

### TV (serier och TV-filmer)
- One Life to Live (1982) .... Young Kevin Riley Buchanan
- Kate & Allie - Odd Boy Out (1984) .... Chip's Friend
- Mystery Magical Special (1986) .... Jonathan
- Sledge Hammer! (1986) .... Young Sledge
- Good Morning, Miss Bliss (1987) .... Michael Thompson
- L.A. Law (1987) .... Kevin Talbot
- Poor Little Rich Girl: The Barbara Hutton Story (1987) .... Lance as Age 11
- Mars: Base One (1988)
- Webster - Take My Cousin, Please (1988) .... Bobby
- Full House - A Little Romance (1989) .... Michael
- Who's the Boss?  - Your Grandmother's a Bimbo (1989) .... Paul
- Det (1990) .... William 'Stuttering Bill' Denbrough (age 12)
- Murder, She Wrote - If the Shoe Fits (1990) .... Kevin Bryce
- Alien Nation - The Touch (1990) .... Andron
- The Munsters Today ....- The Silver Bullet (1990) .... Matt Glover
- The Flash (1990) (TV) .... Terry
- Gabriel's Fire - Truth and Consequences (1991) .... Matthew Fixx
- Our Shining Moment (1991) .... Michael 'Scooter' McGuire
- "The Wonder Years" - The Yearbook (1991) TV Episode .... Steve
- Blossom - To Tell the Truth (1991) .... Stevie
- Pros and Cons - Once a kid (1991)
- Crossroads - Freedom of the Road (1992) .... Michael Stahl
- Aladdin (1993) .... Mozenrath (Röst)
- seaQuest DSV (1993) .... Lucas Wolenczak
- Good King Wenceslas (1994) .... Prince Wenceslas
- Sista chansen (1996) .... Preston
- Born Free: A New Adventure  (1996) .... Randal 'Rand' Everett Thompson
- Fall Into Darkness  (1996) .... Chad
- Two Came Back  (1997) .... Jason
- Aladdin's Arabian Adventures: Magic Makers  (1998) .... Mozenrath
- 111 Gramercy Park  (2003) .... Will Karnegian